# Мрачная игра (фильм)
«Мрачная игра» (англ. The Grim Game) — американский немой драматический фильм 1919 года режиссёра Ирвина Уиллата. Главные роли в нём исполнили Гарри Гудини и Энн Форрест.

## Сюжет
Молодой газетный репортёр Харви Хэнфорд влюблён в Мэри Уэнтворт, подопечную его богатого и эксцентричного дяди Дадли Кэмерона. Последний выступает против союза Харви и Мэри и указывает в завещании, что в случае его смерти Мэри сможет получить наследство, только выйдя замуж за врача Кэмерона, доктора Тайсона.
Газета, в которой работает Харви, испытывает финансовые трудности, и он придумывает план, благодаря которому она может остаться на плаву, увеличив свою известность и тиражи. Он делится этим планом с владельцем газеты Клифтоном Эллисоном, с доктором Тайсоном, и с адвокатом дяди Ричардом Равером. При этом Эллисон является должником Кэмерона, Тайсон хорошо относится к Кэмерону, но желает ему смерти, чтобы получить наследство, женившись на Мэри, а Равер регулярно похищает со счетов Кэмерона средства. Согласно плану Харви, Тайсон должен порекомендовать Кэмерону отправиться на курорт, а Харви берётся сделать так, чтобы отъезд остался незамеченным и, подкинув в дом дяди ложные улики, инсценировать его убийство. Улики должны указывать на самого Харви и привести к его аресту. После возвращения Кэмерона Харви будет освобождён, а газета получит сенсационный материал.
Дадли Кэмерон оказывается убит на самом деле, и Харви арестовывают. Трое помогавших ему придумать схему «фальшивого убийства» не хотят рассказывать об этом полиции, чтобы самим не оказаться в числе подозреваемых. Харви осуждают за убийство, которого он не совершал, но он совершает побег из тюрьмы, намереваясь раскрыть личности настоящих убийц, похитивших вдобавок его девушку. В финале фильма Харви удаётся доказать свою невиновность и воссоединиться с Мэри.
Фильм насыщен сценами, в которых Харви оказывается схвачен полицией или бандитами, но сбегает, освобождаясь при этом от наручников, цепей и смирительной рубашки. Кульминацией фильма становится столкновение двух летящих самолётов в то время, как герой перебирается из одного в другой, спасая свою возлюбленную.

## В ролях
- Гарри Гудини — Харви Хэнфорд
- Томас Джефферсон[англ.] — Дадли Кэмерон
- Энн Форрест[англ.] — Мэри Уэнтворт
- Огастес Филлипс[англ.] — Клифтон Эллисон
- Талли Маршалл — Ричард Рэйвер
- Артур Хойт[англ.] — доктор Харви Тайсон
- Мэй Буш — Этель Делмид
- Эдвард Мартин — полицейский репортёр
- Джейн Вульф — Ханна

## История создания
Съёмки фильма проходили на территории аэродрома DeMille Field № 2, принадлежавшего коммерческой авиакомпании Mercury кинопродюсера Сесила Б. Демилля. Для воздушных сцен был задуман новый трюк, в котором герой, висящий на тросе, прикреплённом к летящему самолёту, должен был перебраться в кабину другого самолёта, пролетающего ниже. В интервью Гудини заявлял, что работает без каскадёров, но кинокомпания объявила о поиске дублёра для выполнения этого трюка. Роберт Э. Кеннеди, бывший инструктор по полётам в ВВС, подал заявку и заключил контракт на исполнение рискованного номера.
Столкновение самолётов в воздухе, ставшее кульминацией фильма, не было изначально предусмотрено в сценарии. Это был реальный несчастный случай, произошедший во время съёмок в небе над Санта-Моникой, штат Калифорния, и ставший, вероятно, первым таким инцидентом, зафиксированным на киноплёнку. Пилот Дэвид Э. Томпсон летел на самолёте Curtiss JN-4 Jenny с Кеннеди, висящим под шасси. Ниже летел второй такой же самолёт, пилотируемый Кристофером Пикапом. Когда самолёты оказались один над другим, внезапный порыв ветра толкнул самолёт Томпсона вниз, и его шасси зацепилось за верхнее крыло нижнего самолёта. Обе машины начали падать, самолёт Томпсона перевернулся вверх ногами. Эл Уилсон, пилотировавший самолёт, на котором была установлена камера, последовал за ними. На высоте около 200 футов (61 м) самолёты смогли разъединиться и совершили посадку, в результате никто не пострадал.
Этот драматический момент был включен в специально переписанный сценарий фильма и активно использовался в его рекламной кампании, в ходе которой утверждалось, что на тросе под самолётом висел сам Гудини.

## Критика
В рецензии на фильм «Мрачная игра», опубликованной в газете «The New York Times», отмечалось: «Знакомые трюки, которыми Гудини на протяжении многих лет занимал публику, стали более захватывающими. Чтобы подарить зрителям незабываемые впечатления в фильме используются самолёты, мощные автомобили и головокружительные высоты. В этом фильме Гудини впервые объединяет свою страсть к рискованным трюкам с любовной линией, во время действия его обаятельная молодая возлюбленная оказывается то в спрятанных в глуши и охраняемых мрачными личностями охотничьих домиках, то в облаках на опасной высоте, за пределами досягаемости её отважного героя».
Гудини выступил в кинотеатре перед первым показом фильма и объявил, что предлагает награду в 1000 долларов тому, кто сможет доказать, что столкновение самолётов в воздухе не было подлинным. При этом он объяснил, что столкновение произошло на высоте 4000 футов (1200 м), достаточной для того, чтобы падающие самолёты смогли восстановить управление и благополучно приземлиться.
Историк авиационного кино Джеймс Фармер в своей книге «Целлулоидные крылья: Влияние фильмов на авиацию» (англ. Celluloid Wings: The Impact of Movies on Aviation; 1984) охарактеризовал «Мрачную игру» как пример фильма, в котором Гудини смог «продемонстрировать своё прославленное сценическое мастерство».

## Судьба фильма
Полная копия фильма, считавшегося утерянным, была найдена у Ларри Уикса, бывшего жонглёра из Бруклина, получившего её в наследство из имущества Гудини в 1947 году. Реставрация фильма была проведена Риком Шмидлином под руководством Дороти Дитрих и Дика Брукса, сотрудников Музея Гудини в Скрантоне, штат Пенсильвания. Мировая премьера отреставрированной версии состоялась на ежегодном фестивале классического кино 29 марта 2015 года, где она была представлена в качестве фильма закрытия. Премьера на телеканале TCM состоялась 18 октября 2015 года.